# Paka (rijeka)
Paka je rijeka u Sloveniji. Duga je 40 km. Porječje iznosi 210 km². Izvire na 1455 metara nadmorske visine podno vrha Volovica ulijeva u Savinju kod Rečice ob Paki.